# Phaffia
Phaffia är ett släkte av svampar. Phaffia ingår i familjen Cyfstofilobasidiaceae, ordningen Cystofilobasidiales, klassen Tremellomycetes, divisionen basidiesvampar och riket svampar.
|         | Itersonilia                         |
|         |                                     |
|         | Mrakia                              |
|         |                                     |
|         | Udeniomyces                         |
|         |                                     |
|         | Cystofilobasidium                   |
|         |                                     |
|         | Tausonia                            |
|         |                                     |
|         | Rhodozyma                           |
|         |                                     |
|         | Xanthophyllomyces                   |
|         |                                     |
|         | Guehomyces                          |
|         |                                     |
| Phaffia | \| \| Phaffia rhodozyma \| \| \| \| |
|         | \| \| Phaffia rhodozyma \| \| \| \| |
|         | Phaffia rhodozyma                   |
|         |                                     |

|  | Phaffia rhodozyma |
|  |                   |